# Forever: A Lullaby Album
Forever: A Lullaby Album è un album di cover della cantante e attrice Lea Michele pubblicato il 5 novembre 2021.

## Descrizione
Il progetto discografico è il primo della Michele dopo la nascita del figlio Ever Leo, avvenuta il 20 agosto 2020. SI tratta del primo poggetto di cover della cantante, che vede un cambio di produzione passando dal team composto da Peer Åström e Adam Anders ai produttori Deekay e Mathias Neuman. Michele ha raccontato in un'intervista a People:
Le canzoni vengono portate in anteprima su YouTube e Instagram in piccoli video,prima dall'uscita dell'Album.

## Tracce
1. Sweet Child o' Mine – 3:17
2. Here Comes the Sun – 2:54
3. Somewhere over the Raimbow – 3:23
4. Oh, What A World – 4:12
5. Yellow – 4:23
6. Songbird – 2:46
7. A Thousand Years – 4:25
8. Lullabye – 3:22

Durata totale: 28:42